# Zygmunt Koziołek
Zygmunt Koziołek (ur. 10 listopada 1916, zm. 2 grudnia 1973) – polski bokser.

## Życiorys
Karierę bokserską rozpoczął w 1932 roku w klubie Błękitni Poznań. Następnie przeszedł do przodującej w tamtym czasie Warty Poznań, z którą był związany przez większość swojej kariery. Ostatnie walki stoczył w barwach Arkonii Szczecin.
Startując w mistrzostwach Polski, trzykrotnie zdobył mistrzostwo w 1937 i 1938 w kategorii koguciej, a po sześcioletniej przerwie spowodowanej wojną, trzeci tytuł wywalczył w 1946 w wadze lekkiej. Był też wicemistrzem kraju w 1936 roku wagi muszej. Czterokrotnie z Wartą wywalczył drużynowe mistrzostwo Polski w latach: 1936, 1937, 1938 i 1939. 
W reprezentacji Polski wystąpił 14 razy, odnosząc 10 zwycięstw i ponosząc 4 porażki w latach 1937–1946.